# アンナ・カジミェジュヴナ
アンナ・カジミェジュヴナ（Anna Kazimierzówna、1366年 - 1425年）は、ポーランドの王女で、中世スロヴェニアの封建君主ツェリェ伯に嫁いだ女性。15世紀初頭のポーランドの国政に影響力を持った。

## 生涯
アンナはポーランド王カジミェシュ3世の娘として生まれた。アンナが4歳のときに父王が死ぬと、ポーランド王位はカジミェシュ3世の直系子孫ではなく、甥に過ぎないハンガリー王ラヨシュ1世に受け継がれた。アンナの母はカジミェシュ3世の4番目の妻ヤドヴィガ・ジャガンスカであった。アンナにはスウプスク公爵夫人エルジュビェタとバイエルン公爵夫人クネグンダの2人の異母姉がいたが、アンナが生まれたときにはどちらも亡くなっていた。アンナはまたカジミェシュ3世が4度目かつ最後の結婚生活でもうけた最初の子供だったが、カジミェシュはついに男子を授かることはなかった。
1380年、14歳のアンナはツェリェ伯ヴィリェム（ヴィルヘルム、1361年 - 1392年）と結婚した。ヴィリェムはアンナの従兄に当たるハンガリー王・ポーランド王のラヨシュ1世が、ハンガリー王国南部に勢力を持つ自分の封臣たちの中から選んだ相手だった。1386年、アンナは一人娘のアナを産んだが、1392年に夫と死別した。寡婦となったアンナは1394年、テック公ウルリヒ（1432年没）と再婚した。
一方、ポーランドでは1386年に隣国リトアニアの君主ヨガイラ（ヴワディスワフ2世ヤギェウォ）が国王に迎えられていた。ヨガイラの最初の妻であるヤドヴィガ女王（ラヨシュ1世の娘）が子供を残さずに死ぬと、ヴワディスワフ2世はヤドヴィガに代わってポーランド王家の血を引く女性と再婚しようと考えた。テック公爵夫人アンナは、カジミェシュ3世の直系子孫に当たる自分の子孫の手にポーランドを取り戻すこと、また出身国に対する影響力を築くことを目論んでいた。アンナは1401年ないし1402年、まだ幼い一人娘のアナを50歳前後のポーランド王に嫁がせ、アナは1408年にヤドヴィガ王女を出産した。
テック公爵夫人・ツェリェ伯夫人アンナはポーランドにおける自分の娘と孫娘の立場を強めるために熱心に運動した。アンナの娘であるアナ王妃が第2子を授からないまま1416年に亡くなると、ヴワディスワフ2世は1417年にエルジュビェタ・グラノフスカを、1422年にゾフィア・ホルシャンスカを後添えに迎えたが、彼女たちはどちらもピャスト家の諸王・諸公たちの子孫ではなかった。ヴワディスワフは3度目の結婚以後、ポーランド王国の血統的相続権を有する妻を得ることが出来なかったのである。しかし、王は最後の妃ゾフィアとの間に2人の息子をもうけることが出来た。
1421年、アンナの孫娘ヤドヴィガは、ブランデンブルク選帝侯フリードリヒ1世の嗣子フリードリヒ2世と婚約した。アンナを中心とするポーランド貴族の一派は、ヤドヴィガとその夫が腹違いの弟たちに代わり、ヴワディスワフのポーランド王位（あるいはリトアニア大公位に関しても）を継ぐべきだ、と考えていた。
アンナは1425年に亡くなり、ヤドヴィガ王女は後ろ盾を失った。1431年、ヤドヴィガは未婚のまま亡くなった。伝えられるところでは、毒殺だったという。ヤドヴィガ王女の死により、アンナの直系子孫は絶えた。